# 牛怀禄
牛怀禄（1942年—），男，山东淄博人，中国武术运动员、教练。1995年入选中华武林百杰。